# 자월1리항
자월1리항(紫月1里港)은 인천광역시 옹진군 자월면 자월리에 위치한 어항이다. 지방어항으로 지정하여 관리하고 있다. 시설관리자는 옹진군수이다.

## 어항구역
본 항의 어항구역은 다음과 같다.
- 아래의 ㉮ 점을 기점으로 250m 반경으로 그은 원내의 수역(87,000m2)
  - ㉮ : (X:417,338.68, Y:137,959.69), (37˚15′11.40″N, 126˚18′02.48″E)
  - ㉯ : (X:417,254.08, Y:137,724.43), (37˚15′08.60″N, 126˚17′52.96″E)
  - ㉰ : (X417,384.67, Y:138,205.42), (37˚15′12.95″N, 126˚18′12.44″E)
- 어항관련 사업으로 조성된 육역(방파제, 선착장 등)
  - 1178-1제
  - 시유지 : 517m2